# Vratislav Vyskočil
Vratislav Vyskočil (* 25. srpna 1949 Praha) je český zpěvák skupin Ohaři a Taxmeni.
Začínal v roce 1972 ve skupině Ohaři. V roce 1973 vyhrál se skupinou Ohaři Portu v kategorii moderní country. V roce 1974 ve skupině Ohaři skončil. Ihned byl osloven Jaroslavem Čvančarou ze skupiny Taxmeni, kde je dosuď. Mezi skupinami několikrát přešel poprvé na několik měsíců v roce 1976, v roce 1978 hrál v obou skupinách, u Taxmenů znovu skončil v roce 1980 kdy skupina přerušila činnost, vrátil se opět v roce 1990. Spolupracoval také se Slávou Kunstem a Michalem Bukovičem na trampských písních na albech „Potlach v údolí“, „Vlajka vzhůru letí“ a „Je na západ cesta dlouhá“. S Ohaři příležitostně nyní vystupuje jako host.

## Známé hity
- Na sever na Aljašku (Taxmeni)
- Dlouhý černý závoj (Ohaři)
- Já a můj náklaďák (Taxmeni)
- Dědečkovy hodiny (Taxmeni)
- Sestřelen (Taxmeni)